# 四角錐形分子構造

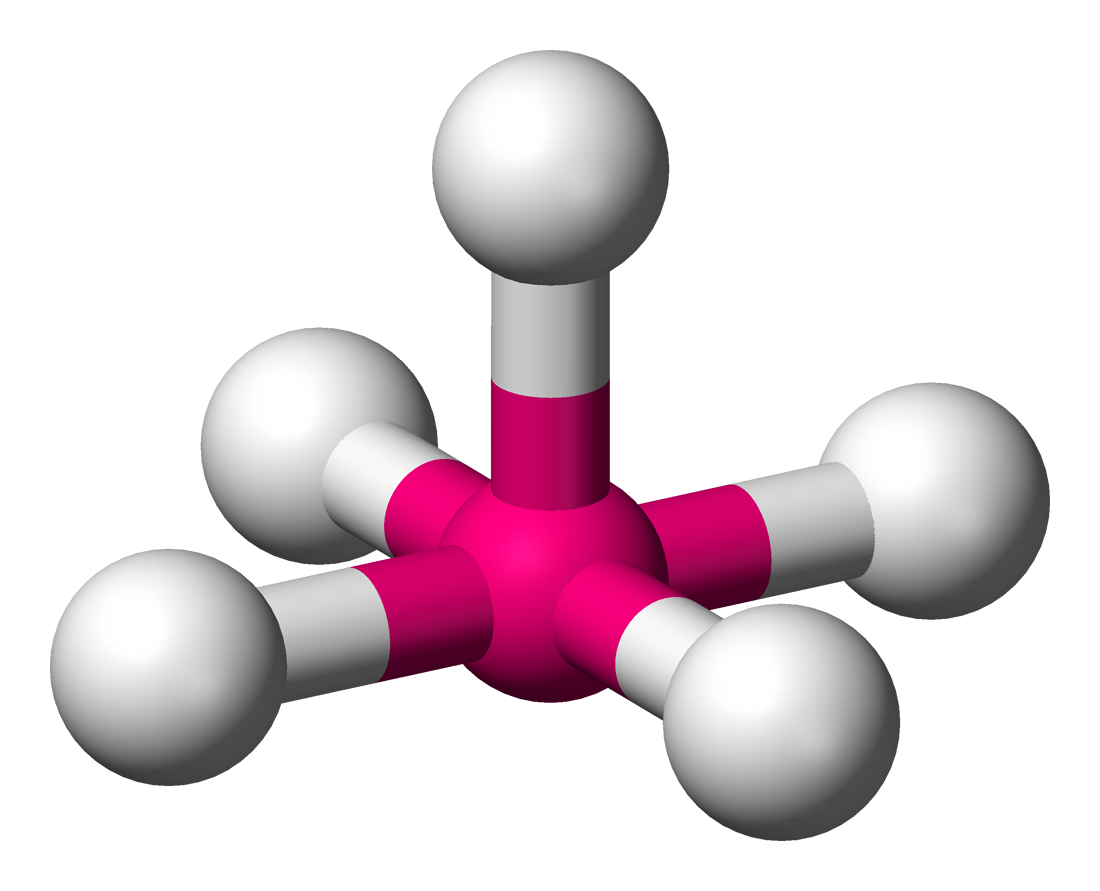
四角錐形

化学において、四角錐形分子構造（しかくすいがたぶんしこうぞう、Square pyramidal molecular geometry）は、化学式が ML5 と表される化合物に見られる構造の一種で、配位子が四角錐の頂点に配位した分子構造のこと。典型元素の化合物に見られる構造で、四角錐形の化合物はVSEPR理論によって表現される立体化学的に活性な非共有電子対を持つ。いくつかの化合物は三方両錐形と四角錐形の両方の構造で結晶化する（例：[Ni(CN)5]3−）。

## ベリーのシュードローテーションでの遷移状態
三方両錐形分子がベリーのシュードローテーションにより立体反転を行うとき、四角錐形構造を経由して進む。例えばこのように、四角錐形構造が基底状態として現れないときでも、三方両錐形から小さなエネルギーでひずむことで四角錐形構造をとれる。
また、シュードローテーションは四角錐形構造でも起こる。ここで起こる機構はベリー機構に類似している。

## 四角錐形分子の例
四角錐形分子には、XeOF4やClOF4-などがある。加えて、XF5 (X = Cl, Br, I)も四角錐形構造をとる。